# Cmentarz żydowski w Suchowoli
Cmentarz żydowski w Suchowoli – kirkut został założony w XIX wieku w Suchowoli. 
Jest położony po wschodniej stronie szosy z Suchowoli do Augustowa. Zachowały się tylko 2 macewy. Cmentarz porośnięty jest drzewami i krzewami.